# Delphinium geraniifolium
Delphinium geraniifolium är en ranunkelväxtart som beskrevs av Per Axel Rydberg. Delphinium geraniifolium ingår i släktet storriddarsporrar, och familjen ranunkelväxter. Inga underarter finns listade i Catalogue of Life.